# Echosmith
Echosmith ist eine US-amerikanische Indie-Pop-Band. Sie wurde im Februar 2009 in Toluca Lake, USA gegründet und setzt sich aus den Geschwistern Graham, Sydney, Noah und Jamie Sierota zusammen. Echosmith wurde im Mai 2012 von Warner Bros. Records unter Vertrag genommen. Die Band ist in ihrem Heimatland am meisten für die Single Cool Kids bekannt. Diese stieg bis auf Platz 13 der Billboard-Hot-100-Charts. Ihre erste Single Tonight We’re Making History wurde am 5. Juni 2012 veröffentlicht und wurde in einer NBC-Promotion für die Olympischen Sommerspiele 2012 verwendet. Im Juni 2013 wurde die neue Single und das offizielle Musikvideo Come Together vorgestellt. Das Debütalbum Talking Dreams kam am 8. Oktober 2013 in die Läden.

## Entstehung und musikalische Einflüsse

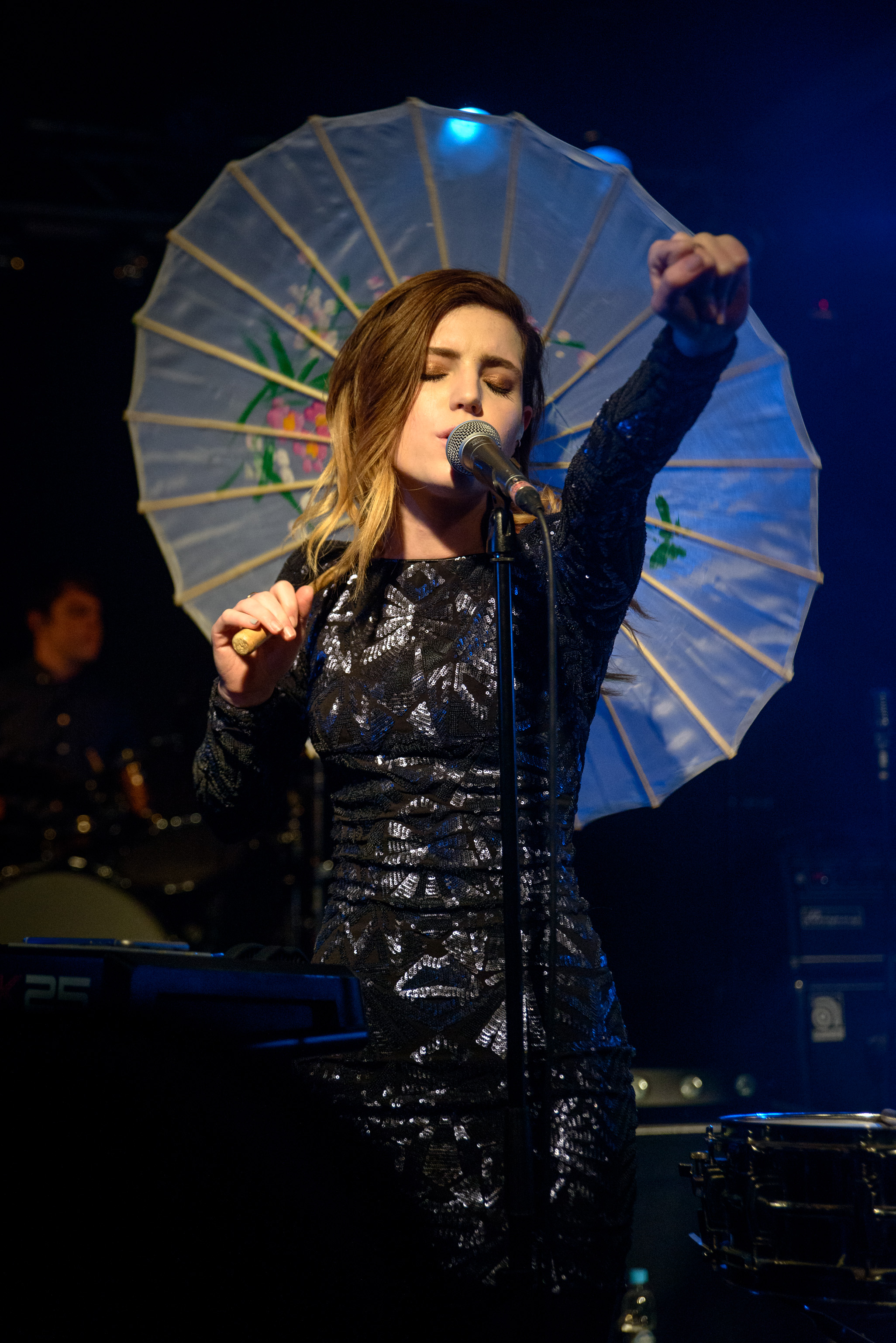
Sängerin Sydney Sierota live in München (2015)

Die Geschwister wuchsen in einem musikalischen Haushalt auf und kamen deshalb bereits in ihrer frühen Kindheit mit diversen unterschiedlichen Musikinstrumenten in Kontakt. Von der Band heißt es, dass sie sich von Künstlern beeinflussen ließen wie Coldplay, Echo & the Bunnymen, The Smiths, U2, Joy Division und Fleetwood Mac. Das jüngste Mitglied, Graham (* 5. Februar 1999), spielt Schlagzeug. Das einzige weibliche Mitglied, Sydney (* 21. April 1997), ist die Leadsängerin und spielt ab und zu Tamburin und Keyboard. Noah (* 1. Januar 1996) spielt den Bass und der älteste Bruder, Jamie (* 9. April 1993), die Leadgitarre. Die beiden älteren Brüder betätigten sich auch als Backgroundsänger.
Echosmith hat als Einflüsse Indie-Rock und 80’s Dance-Rock. Die Sängerin Sydney Sierota wurde auch in Reviews mit Ellie Goulding verglichen.

## Karriere
Echosmith veröffentlichte eine Reihe von Coversongs wie I Will Wait von Mumford & Sons, Set Fire to the Rain von Adele und Princess of China von Coldplay und Rihanna.
Das Management der Band setzt sich aus Jeffery David und The Knoller Group zusammen. Im April 2013 wurde Echosmith in die Liste der 100 Bands, die man kennen sollte („100 Bands You Need To Know“) der Alternative Press aufgenommen. Am 31. Mai 2013 veröffentlichte die Band ihr neuestes Lied Come Together auf ihrem YouTube-Kanal. Regie für das Musikvideo führte Justin Coloma. Gedreht wurde es in Los Angeles.
Ihre erste Single Cool Kids wurde am 4. Juni 2013 veröffentlicht. Das Lied stieg auf Platz 87 in die Billboard Hot 100 ein. In der nächsten Woche fiel die Single bereits wieder heraus. Das Lied stieg auch auf Platz 94 in die US Airplay Top 100 ein und erreichte in den folgenden Wochen den Spitzenplatz 50. Die Single verblieb vier Wochen in diesen Charts.
Am 7. Juni 2013 trat die Band bei einem Konzert bei Warner Bros. Records in Burbank auf. Es wurde gleichzeitig auf Youtube gestreamt. Echosmiths Songs Come Together, Let’s Love und March Into The Sun wurden im Juni auf ESPN ausgestrahlt. Echosmith nahm auch auf der gesamten Vans Warped Tour im Jahr 2013 teil. Sie waren die Vor-Band bei Konzerten von Owl City, Twenty One Pilots und Neon Trees. Auf der 2013-Midsummer-Station-Tour von Owl City, waren sie der Eröffnungsakt in den Vereinigten Staaten und Kanada.
Das Debüt-Album Talking Dreams kam am 8. Oktober 2013 in die Läden. Echosmith veröffentlichte am 3. Dezember 2013 ihre Version des bekannten Weihnachtsliedes I Heard the Bells on Christmas Day. Es stand auf ihrer Webseite während des Dezembers kostenlos als Download zur Verfügung. Die Band führte den Song Cool Kids am 31. Dezember 2013 während der TeenNick-Show TeenNick Top 10: New Year’s Eve Countdown auf, die von Nick Cannon moderiert wurde. Echosmith wurde während in die Liste der „MTV’s 2014 Artists To Watch“ aufgenommen. Das Lied Surround You gehört zum Soundtrack des Films Endless Love.
Echosmith spielte 2014 auf der Vans Warped Tour. Es war das zweite Jahr in Folge. Für das Fernsehpublikum spielten sie ihr Lied Cool Kids in den Sendungen Conan von Conan O’Brien und der Aftershow (Wolf Watch) von Teen Wolf. Am 10. Juni veröffentlichte Echosmith eine akustische EP mit dem Titel Acoustic Dreams, die akustische Versionen der vier Lieder aus Talking Dreams, wie auch ein neues Lied mit dem Titel Terminal enthält.
Echosmith war der MTV Push Artist of the Month im November 2014. Es folgte eine Tour mit The Colourist als Support im Februar 2015 in den USA und eine Europa-Tour mit Alvarez Kings. 2015 arbeitete Sängerin Sydney mit dem international erfolgreichen deutschen DJ Zedd für den Song Illusion auf dem Album True Colors zusammen. Im August wurde angekündigt, dass Gitarrist Jamie sich nach der Geburt seines Sohnes eine Auszeit nimmt und wurde durch einen Support-Gitarristen auf Konzerten vertreten. Die Band hatte einen Gastauftritt in The Muppets (Single All The Way, S1:E10), welche am 8. Dezember 2015 ausgestrahlt wurde. Es gab via Twitter und Instagram vereinzelt Nachrichten, dass die Band u. a. mit Gerard Way an einem neuen Album arbeite. 2016 kündigte Sängerin Sydney eine Zusammenarbeit mit Hollister an. Am 14. November 2016 kündigte die Band via Twitter, Facebook und Newsletter an, dass Jamie nicht mehr Teil der Band sein könne und sich von nun an um seine Familie kümmern werde und die verbleibenden Geschwister als Trio weitermachen werden.
Am 10. Januar 2020 erschien ihr zweites Album, Lonely Generation.

Echosmith 2015 Live in München
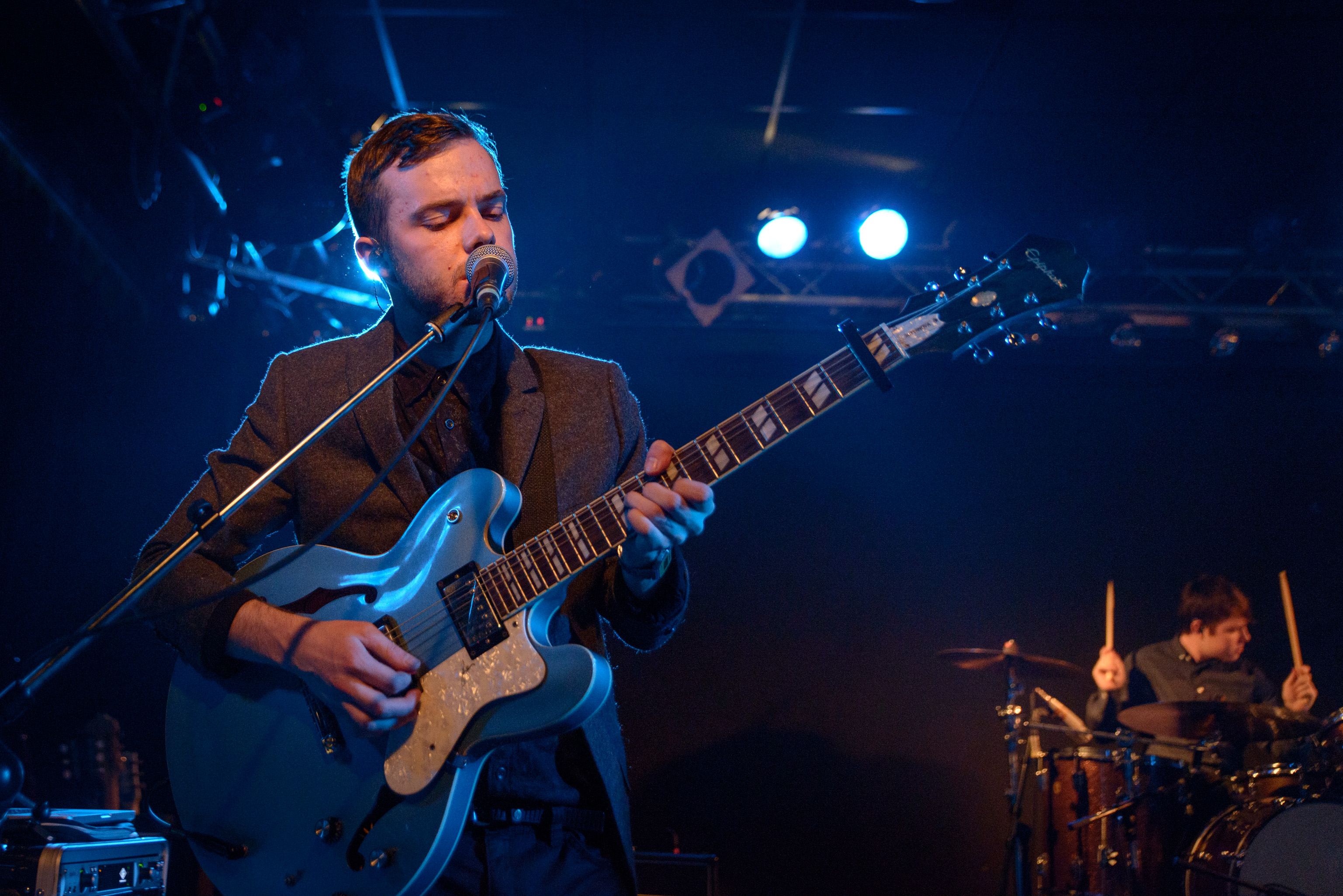
Jamie Sierota
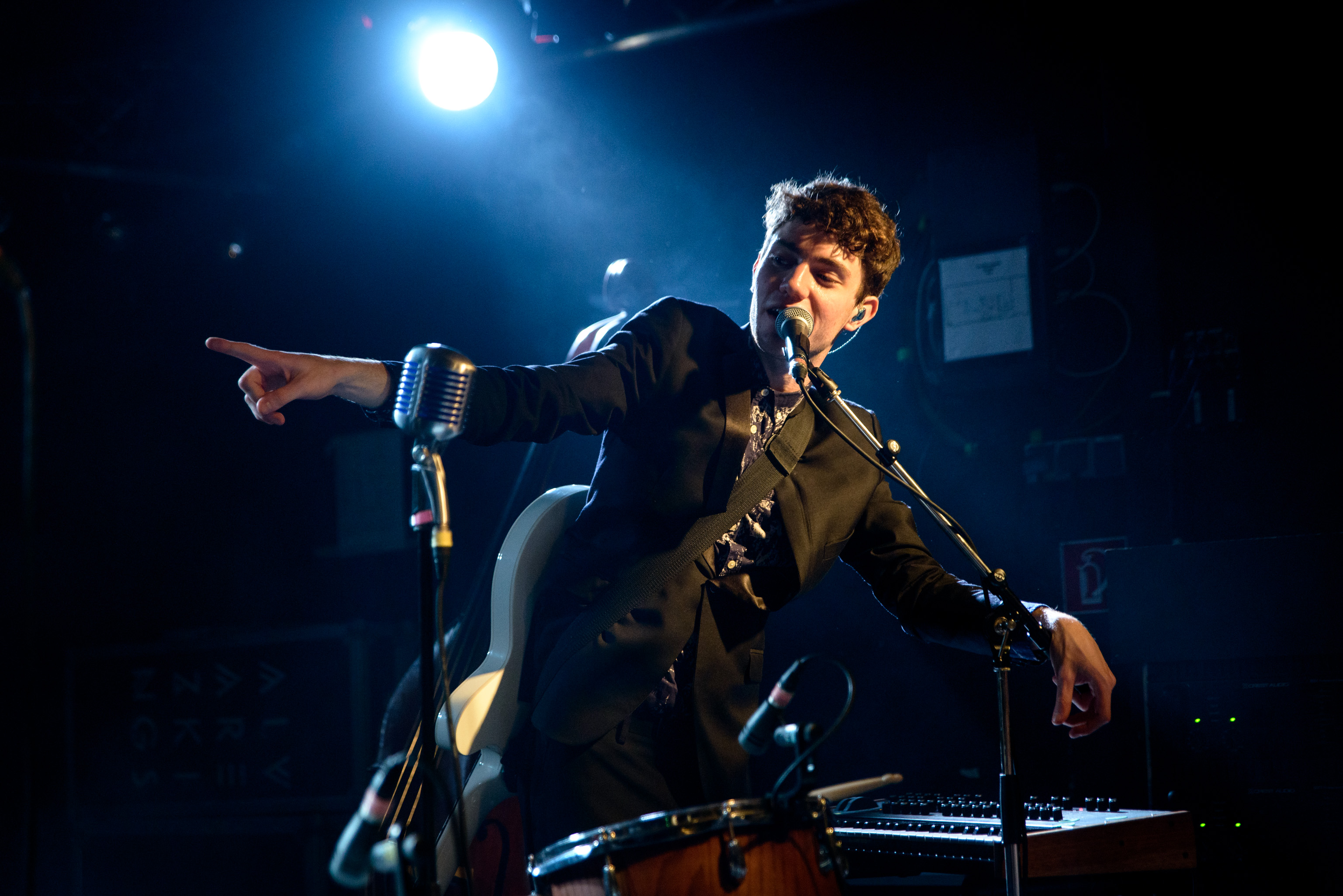
Noah Sierota
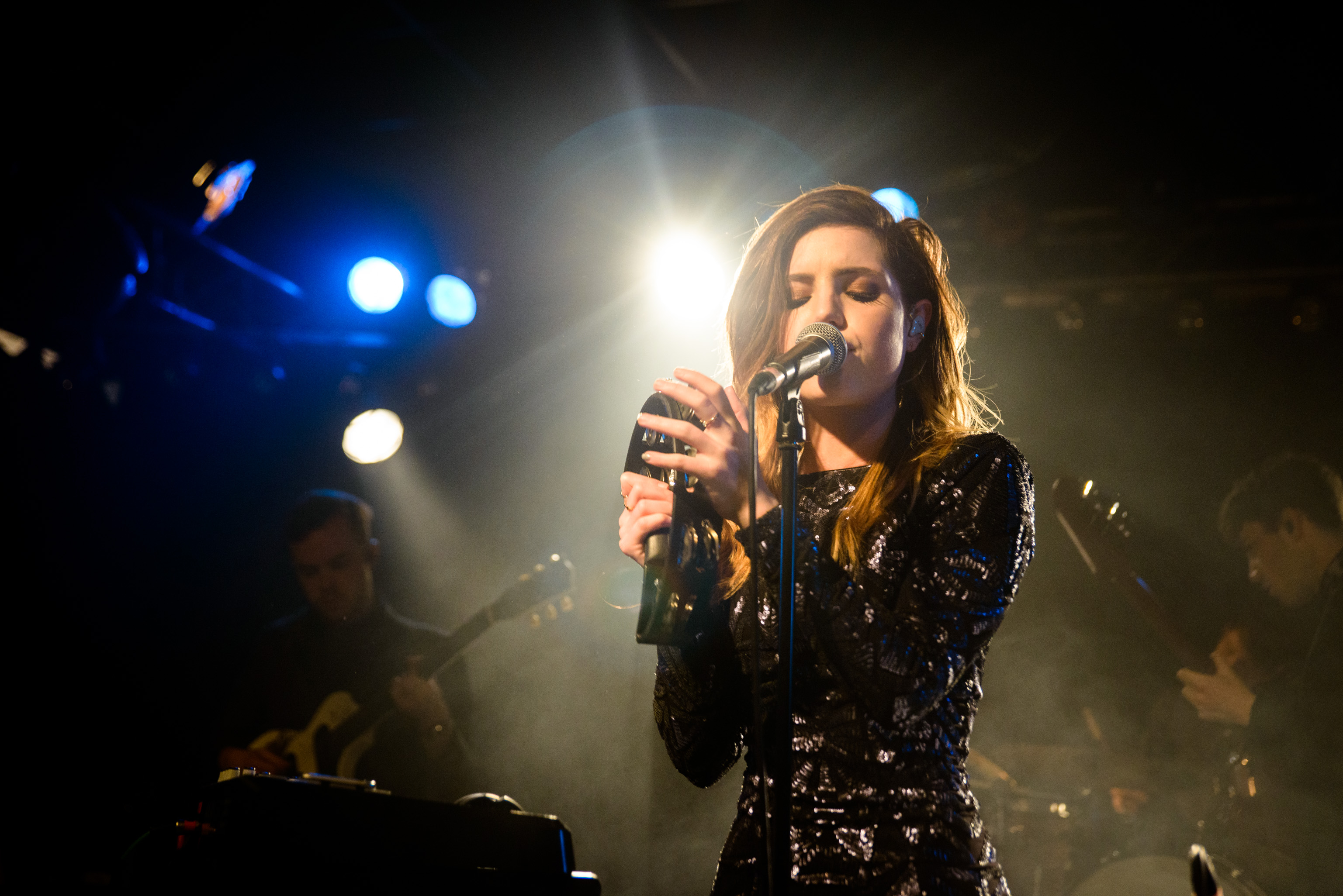
Sydney Sierota

## Diskografie

### Studioalben
| Jahr | Titel             | Höchstplatzierung, Gesamtwochen, AuszeichnungChartplatzierungen (Jahr, Titel, Platzierungen, Wochen, Auszeichnungen, Anmerkungen) | Höchstplatzierung, Gesamtwochen, AuszeichnungChartplatzierungen (Jahr, Titel, Platzierungen, Wochen, Auszeichnungen, Anmerkungen) | Höchstplatzierung, Gesamtwochen, AuszeichnungChartplatzierungen (Jahr, Titel, Platzierungen, Wochen, Auszeichnungen, Anmerkungen) | Höchstplatzierung, Gesamtwochen, AuszeichnungChartplatzierungen (Jahr, Titel, Platzierungen, Wochen, Auszeichnungen, Anmerkungen) | Anmerkungen                           |
| Jahr | Titel             | DE | AT | CH | US | Anmerkungen                           |
| ---- | ----------------- | --- | --- | --- | --- | ------------------------------------- |
| 2013 | Talking Dreams    | DE47 (2 Wo.)DE | AT39 (1 Wo.)AT | CH35 (1 Wo.)CH | US38 Gold · (47 Wo.)US | Erstveröffentlichung: 1. Oktober 2013 |
| 2020 | Lonely Generation | — | — | — | — | Erstveröffentlichung: 10. Januar 2020 |
| 2023 | Echosmith         | — | — | — | — | Erstveröffentlichung: 28. Juli 2023   |

### EPs
- 2013: Summer Sampler
- 2014: Acoustic Dreams
- 2015: Spotify Sessions
- 2017: Inside a Dream
- 2017: An Echosmith Christmas

### Singles
| Jahr | Titel Album              | Höchstplatzierung, Gesamtwochen, AuszeichnungChartplatzierungen (Jahr, Titel, Album, Platzierungen, Wochen, Auszeichnungen, Anmerkungen) | Höchstplatzierung, Gesamtwochen, AuszeichnungChartplatzierungen (Jahr, Titel, Album, Platzierungen, Wochen, Auszeichnungen, Anmerkungen) | Höchstplatzierung, Gesamtwochen, AuszeichnungChartplatzierungen (Jahr, Titel, Album, Platzierungen, Wochen, Auszeichnungen, Anmerkungen) | Höchstplatzierung, Gesamtwochen, AuszeichnungChartplatzierungen (Jahr, Titel, Album, Platzierungen, Wochen, Auszeichnungen, Anmerkungen) | Höchstplatzierung, Gesamtwochen, AuszeichnungChartplatzierungen (Jahr, Titel, Album, Platzierungen, Wochen, Auszeichnungen, Anmerkungen) | Anmerkungen                           |
| Jahr | Titel Album              | DE | AT | CH | UK | US | Anmerkungen                           |
| ---- | ------------------------ | --- | --- | --- | --- | --- | ------------------------------------- |
| 2013 | Cool Kids Talking Dreams | DE8 Gold · (22 Wo.)DE | AT5 (19 Wo.)AT | CH9 Gold · (19 Wo.)CH | UK17 Platin · (19 Wo.)UK | US13 ×4Vierfachplatin · (23 Wo.)US | Erstveröffentlichung: 4. Juni 2013    |
| 2015 | Bright Talking Dreams    | — | — | — | — | US40 Platin · (20 Wo.)US | Erstveröffentlichung: 2. Februar 2015 |

Weitere Singles
- 2013: Come Together
- 2015: Let’s Love
- 2018: Over My Head
- 2019: Favorite Sound (mit Audien)
- 2019: God Only Knows (Timbaland Remix) (mit For King & Country)
- 2019: Lonely Generation
- 2019: Shut Up and Kiss Me
- 2022: Hang Around
- 2022: Gelato
- 2023: Hindsight
- 2023: Sour

## Auszeichnungen für Musikverkäufe
| Goldene Schallplatte - Finnland - 2015: für die Single Cool Kids - Spanien - 2015: für die Single Cool Kids Platin-Schallplatte - Dänemark - 2014: für die Single Cool Kids - Irland - 2015: für die Single Cool Kids - Italien - 2014: für die Single Cool Kids - Kanada - 2015: für die Single Cool Kids - Neuseeland - 2015: für die Single Cool Kids - Schweden - 2015: für die Single Cool Kids | 2× Platin-Schallplatte - Australien - 2015: für die Single Cool Kids - Malaysia - 2015: für die Single Cool Kids - Norwegen - 2015: für die Single Cool Kids |

Anmerkung: Auszeichnungen in Ländern aus den Charttabellen bzw. Chartboxen sind in ebendiesen zu finden.
| Land/RegionAuszeichnungen für Musikverkäufe (Land/Region, Auszeichnungen, Verkäufe, Quellen) | Gold     | Platin       | Verkäufe  | Quellen              |
| -------------------------------------------------------------------------------------------- | -------- | ------------ | --------- | -------------------- |
| Australien (ARIA)                                                                            | —        | 2× Platin2   | 140.000   | aria.com.au          |
| Dänemark (IFPI)                                                                              | —        | Platin1      | 60.000    | ifpi.dk              |
| Deutschland (BVMI)                                                                           | Gold1    | —            | 150.000   | musikindustrie.de    |
| Finnland (IFPI)                                                                              | Gold1    | —            | 20.000    | Einzelnachweise      |
| Irland (IRMA)                                                                                | —        | Platin1      | 15.000    | Einzelnachweise      |
| Italien (FIMI)                                                                               | —        | Platin1      | 30.000    | fimi.it              |
| Kanada (MC)                                                                                  | —        | Platin1      | 80.000    | musiccanada.com      |
| Malaysia (RIM)                                                                               | —        | 2× Platin2   | 400.000   | Einzelnachweise      |
| Neuseeland (RMNZ)                                                                            | —        | Platin1      | 15.000    | radioscope.co.nz     |
| Norwegen (IFPI)                                                                              | —        | 2× Platin2   | 80.000    | ifpi.no              |
| Schweden (IFPI)                                                                              | —        | Platin1      | 40.000    | sverigetopplistan.se |
| Schweiz (IFPI)                                                                               | Gold1    | —            | 15.000    | hitparade.ch         |
| Spanien (Promusicae)                                                                         | Gold1    | —            | 15.000    | elportaldemusica.es  |
| Vereinigte Staaten (RIAA)                                                                    | Gold1    | 5× Platin5   | 5.500.000 | riaa.com             |
| Vereinigtes Königreich (BPI)                                                                 | —        | Platin1      | 600.000   | bpi.co.uk            |
| Insgesamt                                                                                    | 5× Gold5 | 18× Platin18 |           |                      |

## Künstlerauszeichnungen und Nominierungen
- 2015: Nickelodeon Kids’ Choice Awards – Nominierung als Bester Newcomer